# ニュー・センセーションズ
『ニュー・センセーションズ』(New Sensations) は、アメリカ合衆国のミュージシャン、ルー・リードのソロ13枚目のスタジオ・アルバムで、RCAレコードから1984年4月にリリースされた。プロデュースは、ジョン・ジャンセンとルー・リード自身が務めた。このアルバムは、アメリカ合衆国のアルバム・チャートである Billboard 200 で最高56位まで上昇し、全英アルバムチャートでは最高92位となった。これはリードにとって、1978年の『ストリート・ハッスル (Street Hassle)』以来久々の全米チャート入りであり、また、1976年の『コニー・アイランド・ベイビー (Coney Island Baby)』以来の全英チャート入りであった。このアルバムからは、「アイ・ラヴ・ユー、スザンヌ」、「マイ・レッド・ジョイスティック」、「ハイ・イン・ザ・シティ」のシングル3枚がリリースされたが、チャート入りしたのは全英シングルチャートで最高78位となった,「アイ・ラヴ・ユー、スザンヌ」だけであり、MTVでもビデオが放送される機会はさほど多くなかった。

## ロバート・クインの関わり
ギタリストのロバート・クインは、それまでのリードのアルバム2作『ブルー・マスク (The Blue Mask)』と『レジェンダリー・ハーツ (Legendary Hearts)』にも参加していたが、本作のレコーディング・セッションの最中にリードと仲違いし、リードはこのアルバムのギターを、「マイ・レッド・ジョイスティック」と「マイ・フレンド・ジョージ」でフェルナンド・ソーンダースが弾いているリズム・ギターは別として、ほとんど自分で演奏することとなった。このアルバムの発表後何年も経ってから、フェルナンド・ソーンダースは、レコーディングがスタジオでリハーサルしていた際に、ロバート・クインが「アイ・ラブ・ユー、スザンヌ」のギター・リフを自ら作曲していたことが録音の際に問題になっていたと主張した。クインのリフを耳にしたリードは、それに歌詞を付けたが、アルバムのに記されたクレジットでクインが共作者であることを明記しなかったため、クインにはロイヤルティーが支払われず、この一件が両者の関係をさらに悪くした。こうした仲違いがあったものの、後にリードがこのアルバムを受けたワールド・ツアーに出た際、クインもツアーに参加した。

## 評価
| 専門評論家によるレビュー      | 専門評論家によるレビュー |
| レビュー・スコア              | レビュー・スコア         |
| 出典                          | 評価                     |
| ----------------------------- | ------------------------ |
| AllMusic                      | [ 2 ]                    |
| 『シカゴ・トリビューン』      | [ 3 ]                    |
| Encyclopedia of Popular Music | [ 4 ]                    |
| Pitchfork                     | 5.8/10                   |
| 『ローリング・ストーン』      | [ 6 ]                    |
| The Rolling Stone Album Guide | [ 7 ]                    |
| Spin Alternative Record Guide | 8/10                     |
| 『ヴィレッジ・ヴォイス』      | A                        |

『ニュー・センセーションズ』は、発売当時、音楽評論家たちから好評を得た。『ヴィレッジ・ヴォイス』紙の音楽ジャーナリストであるロバート・クリストガウは、このアルバムにA評価を与え、「自分自身が頂点を目指すという無益な努力をする代わりに、リードが、かつてヴェルヴェッツとともにやっていたものと同じくらい満足のゆくパターンに落ち着いたものであり、もとより画期的な作品ではない。音楽は単純で、逃れがたい魅力があり、皮肉に満ちた歌も、よくできた皮肉な歌である (Instead of straining fruitlessly to top himself, Reed has settled into a pattern as satisfying as what he had going with the Velvets, though by definition it isn't as epochal. The music is simple and inevitable, and even the sarcastic songs are good sarcastic songs)」と述べている。『ローリング・ストーン』誌でカート・ローダーは、この作品を「長く待ちに待った喜びであり、まったく予想もしなかった出来でなおさらエキサイティングな作品 (a long-overdue delight that's all the more exciting for being completely unexpected)」と評した。
後年におけるレビューにおいてオールミュージック (AllMusic) の評者マーク・デミングはこのアルバムについて、「『ニュー・センセーションズ』は、リードが、これまで定評を得てきた以上に暖かく、人間味があることを示しており、彼らしい「シリアスな」素材の衝撃をもちながらも、彼がそうしたいときには「ハッピーに書く」こともできることをはっきりさせた (New Sensations showed that Reed had a lot more warmth and humanity than he was given credit for, and made clear that he could "write happy" when he felt like, with all the impact of his "serious" material)」と述べている。

## トラックリスト
全曲とも作詞・作曲はルー・リード。
| #  | タイトル                                             | 作詞 | 作曲・編曲 | 時間 |
| -- | ---------------------------------------------------- | ---- | ---------- | ---- |
| 1. | 「アイ・ラヴ・ユー、スザンヌ (I Love You, Suzanne)」 |      |            | 3:19 |
| 2. | 「エンドレスリー・ジェラス (Endlessly Jealous)」     |      |            | 3:57 |
| 3. | 「マイ・レッド・ジョイスティック (My Red Joystick)」 |      |            | 3:36 |
| 4. | 「ターン・トゥ・ミー (Turn to Me)」                  |      |            | 4:22 |
| 5. | 「ニュー・センセーションズ (New Sensations)」        |      |            | 5:42 |

| #         | タイトル                                                                | 作詞  | 作曲・編曲 | 時間 |
| --------- | ----------------------------------------------------------------------- | ----- | ---------- | ---- |
| 6.        | 「シングス・ザット・ウィ・ウォント (Doin' the Things That We Want To)」 |       |            | 3:55 |
| 7.        | 「ア・レジェンド (What Becomes a Legend Most)」                         |       |            | 3:37 |
| 8.        | 「フライ・イントゥ・ザ・サン (Fly into the Sun)」                       |       |            | 3:04 |
| 9.        | 「マイ・フレンド・ジョージ (My Friend George)」                         |       |            | 3:51 |
| 10.       | 「ハイ・イン・ザ・シティ (High in the City)」                           |       |            | 3:27 |
| 11.       | 「グレイト・ディフェンダー (Down at the Arcade)」                       |       |            | 3:40 |
| 合計時間: | 合計時間:                                                               | 42:24 |            |      |

## パーソネル
『ニュー・センセーションズ』のライナーノートに記載されたクレジットによる
- ルー・リード – ボーカル、リードギター、リズムギター
- フェルナンド・ソーンダース – エレクトリックベース、ダブル・ベース、バッキング・ボーカル、「マイ・レッド・ジョイスティック」と「マイ・フレンド・ジョージ」におけるリズムギター
- フレッド・マー – ドラムス
- ピーター・ウッド（英語版） – ピアノ、 シンセサイザー、アコーディオン
- ラクシュミナラヤーナ・シャンカー（英語版） – エレクトリック・ヴァイオリン
- マイケル・ブレッカー – テナー・サクソフォーン
- ランディ・ブレッカー – トランペット
- ジョン・ファディス（英語版） – トランペット
- トム・マローン（英語版） – トロンボーン、管楽器編曲
- ジョセリン・ブラウン（英語版） – バッキング・ボーカル
- ロリー・ドッド（英語版） – バッキング・ボーカル
- コニー・ハーヴェイ (Connie Harvey) – バッキング・ボーカル
- エリック・トロイヤー（英語版） – バッキング・ボーカル

制作
- ジョン・ジャンセン – プロデューサー
- ルー・リード – プロデューサー
- ダン・ナッシュ (Dan Nash) – アシスタント・エンジニア
- ロジャー・ムテノ (Roger Moutenot) – アシスタント・エンジニア
- グレッグ・カルビ（英語版） – マスタリング
- ウェアリング・アボット (Waring Abbott) – 写真、アート・ディレクション

## チャート

### 週間チャート
| チャート                      | 最高位 |
| ----------------------------- | ------ |
| アメリカ合衆国 Billboard 200  | 56     |
| イギリス 全英アルバムチャート | 92     |